# ブリガドーン (宝塚歌劇)
『ブリガドーン』は、宝塚歌劇団のミュージカル作品。星組公演。

## 解説
※『宝塚歌劇年100年史（舞台編）』の宝塚大劇場公演のページを参照。
宝塚4回目のブロードウェイ・ミュージカル。霧の中から100年に一度だけ姿を現す幻想的な村に迷い込んだトミーとジェフは、村人たちや、美しく姉妹のフィオナとジーンに出会う。トミーはフィオナに惹かれ、2人は互いに愛し合うようになる。

## 公演記録
- 1974年10月31日 - 11月27日　宝塚大劇場[1]
- 1975年3月4日 - 3月29日　東京宝塚劇場[2]

## 宝塚大劇場公演のデータ
形式名は「ミュージカル」。2幕11場。副題は「ラーナーおよびロウによる」。

### スタッフ
- 訳・演出[1][3]：鴨川清作
- 音楽監督[3]：寺田瀧雄
- 音楽指揮[3]：橋本和明
- 振付[3]：司このみ
- 装置[3]：静間潮太郎、大橋泰弘
- 衣装[3]：静間潮太郎
- 照明[4]：今井直次
- 音響・録音[4]：松永浩志
- 小道具[4]：上田特市
- 効果[4]：川ノ上智洋
- 合唱指導[4]：橋本和明
- 演出補[4]：酒井澄夫、草野旦
- 演出助手[4]：三木章雄、村上信夫
- 制作[4]：小辻糺、野田浜之助、大内芳亮
- 脚本[1][4]・作詞[1][4]：アラン・ジェイ・ラーナー
- 音楽[1][4]：フレデリック・ロウ
- オリジナル・ダンス[1][4]：アグネス・デ・ミル
- 翻訳[1][4]：倉橋健
- ヘア・デザイン[4]：畠山順吉

### 主な配役
- トミー[1] - 鳳蘭
- ジェフ - 但馬久美
- フィオナ[1][5] -四季乃花恵/紫城いずみ（役替わり）
- チャーリー[5] - 峰さを理/高汐巴（役替わり）
- メグ[5]：洋ゆり/桐生のぼる（役替わり）